# Ster ZLM Toer
A Ster ZLM Toer (oficialmente: Ster ZLM Toer GP Jan van Heeswijk ou ZLM Tour) é uma competição de ciclismo profissional por etapas que se disputa nos Países Baixos, no mês de junho.
É profissional desde o ano 1998, ascendendo progressivamente da categoria 2.5 à 2.3 e desde a criação dos Circuitos Continentais da UCI em 2005 incorporando-se ao UCI Europe Tour na categoria 2.1. Anteriormente foi amador.
A prova consta de cinco etapas e sempre tem final na cidade de Eindhoven. A prova passa por muitos dos trechos da famosa clássica Amstel Gold Race.

## Nome da prova
A prova denominou-se das seguintes maneiras:
- Rondom Schijndel (1987-1989)
- Teleflex Tour (1990-1997)
- Ster der Beloften (1998-2000)
- Ster Elektrotoer (2001-2010)
- Ster ZLM Toer (2011-2017)
- ZLM Tour (2019-Act.)

## Palmarés
| Ano                                     | Vencedor            | Segundo               | Terceiro             |           |
| --------------------------------------- | ------------------- | --------------------- | -------------------- | --------- |
| Rondom Schijndel edições amador         |                     |                       |                      |           |
| 1987                                    | Theo Gevers         | Jos Bol               | Frank van Merwijk    |           |
| 1988                                    | Arno Ottevanger     | Menno Vink            | Harry Rozendal       |           |
| 1989                                    | Reem Kok            | Anthony Theus         | Luboš Lom            |           |
| Teleflex Tour                           |                     |                       |                      |           |
| 1990                                    | John den Braber     | Servais Knaven        | Tonnie Akkermans     |           |
| 1991                                    | Tristan Hoffman     | Niels Boogaard        | Arno Ottevanger      |           |
| 1992                                    | Martin van Steen    | Robert de Poel        | Saulius Šarkauskas   |           |
| 1993                                    | Servais Knaven      | Wim van de Meulenhof  | Patrick Jonker       |           |
| 1994                                    | Jos Wolfkamp        | Bennie Gosink         | Remigijus Lupeikis   |           |
| 1995                                    | Bennie Gosink       | Lucien de Louw        | Jan Boven            |           |
| 1996                                    | Tyler Hamilton      | Nate Reiss            | Danny Nelissen       |           |
| 1997                                    | Eddy Bouwmans       | Bert Hiemstra         | Wim van de Meulenhof |           |
| Ster der Beloften edições profissionais |                     |                       |                      |           |
| 1998                                    | Karsten Kroon       | Ralf Grabsch          | Bjørnar Vestøl       |           |
| 1999                                    | Ralf Grabsch        | Frank McCormack       | Erwin Thijs          |           |
| 2000                                    | Andy De Smet        | Bram Tankink          | Andrey Kashechkin    |           |
| Ster Elektrotoer                        |                     |                       |                      |           |
| 2001                                    | Xavier Jan          | Marcel Strauss        | René Haselbacher     |           |
| 2002                                    | Bart Voskamp        | Bram Schmitz          | Michael Boogerd      |           |
| 2003                                    | Gerben Löwik        | Niels Scheuneman      | Rik Reinerink        |           |
| 2004                                    | Nick Nuyens         | Paul Van Hyfte        | Philippe Gilbert     |           |
| 2005                                    | Stefan Schumacher   | Nick Nuyens           | Laurens ten Dam      |           |
| 2006                                    | Kurt Asle Arvesen   | Jurgen van de Walle   | Paolo Bossoni        |           |
| 2007                                    | Sebastian Langeveld | Paul Martens          | Kurt Asle Arvesen    |           |
| 2008                                    | Enrico Gasparotto   | Vasil Kiryienka       | Nikolay Trusov       |           |
| 2009                                    | Philippe Gilbert    | Niki Terpstra         | Borut Božič          |           |
| 2010                                    | Adam Hansen         | Johan Coenen          | Thomas De Gendt      |           |
| Ster ZLM Toer                           |                     |                       |                      |           |
| 2011                                    | Philippe Gilbert    | Niki Terpstra         | Ramūnas Navardauskas |           |
| 2012                                    | Mark Cavendish      | Lars Boom             | Jürgen Roelandts     |           |
| 2013                                    | Lars Boom           | André Greipel         | Mark Cavendish       |           |
| 2014                                    | Philippe Gilbert    | Tim Wellens           | Gianni Meersman      |           |
| 2015                                    | André Greipel       | Yves Lampaert         | Moreno Hofland       |           |
| 2016                                    | Sep Vanmarcke       | Sean De Bie           | Jos van Emden        |           |
| 2017                                    | José Gonçalves      | Primož Roglič         | Laurens De Plus      |           |
| 2018 edição cancelada                   |                     |                       |                      |           |
| 2019                                    | Mike Teunissen      | Amund Grøndahl Jansen | Mads Würtz           |           |
| ZLM Tour                                |                     |                       |                      |           |
| 2020                                    | cancelado           | cancelado             | cancelado            | cancelado |
| 2021                                    | cancelado           | cancelado             | cancelado            | cancelado |
| 2022                                    | Olav Kooij          | Jakub Mareczko        | Aaron Van Poucke     |           |
| 2023                                    | Olav Kooij          | Sam Welsford          | Nils Eekhoff         |           |
| 2024                                    | Rune Herregodts     | Max Walker            | Tom Bohli            |           |
| 2025                                    | cancelado           | cancelado             | cancelado            | cancelado |

## Palmarés por países
| País           | Vitórias |
| -------------- | -------- |
| Países Baixos  | 16       |
| Bélgica        | 6        |
| Alemanha       | 3        |
| Austrália      | 1        |
| Estados Unidos | 1        |
| França         | 1        |
| Itália         | 1        |
| Noruega        | 1        |
| Reino Unido    | 1        |
| Portugal       | 1        |